# Kate Greenaway

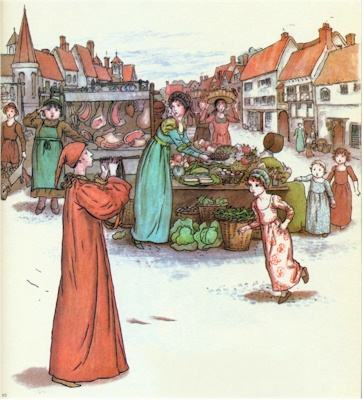
De rattenvanger van Hamelen

Catherine (Kate) Greenaway (Londen, 17 maart 1846 - 6 november 1901) was een Engelse schrijfster van geïllustreerde kinderboeken.

## Beginperiode
Aanvankelijk deed zij freelancewerk; haar vader was houtgraveur voor The Illustrated London News, Kates illustraties verschenen in dat blad, en dit resulteerde in opdrachten van anderen. Haar blijvend succes kwam echter met haar eerste boekuitgave, in 1878, en sindsdien is haar werk klassiek gebleven.
Dit succes was vooral te danken aan Greenaways illustraties. Met haar tijdgenoten Walter Crane en Randolph Caldecott bezorgde zij de illustratoren van kinderboeken een vooraanstaande reputatie, en uit haar tijd dateert de gewoonte dat verluchters van kinderboeken op de titelpagina worden genoemd.

## Illustraties

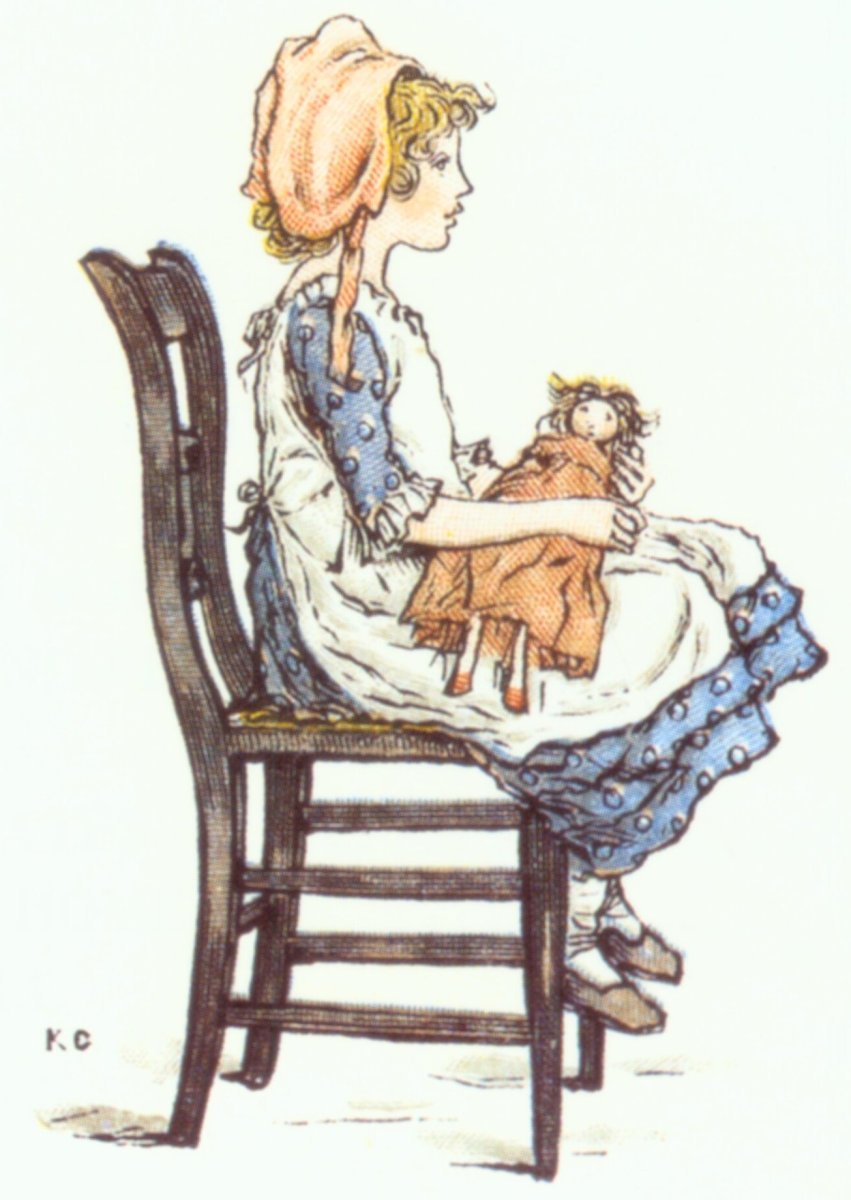
Polly

Haar eigen poëzie en proza is onopvallend en onschuldig van aard. Zij werkte  veelvuldig met geleend materiaal: een verhaal van Charles Perrault, of De rattenvanger van Hamelen, Moeder de gans, of een verzameling van bekende kinderspelletjes. Ook de illustraties hierbij ademen een sfeer van onbekommerde onschuld, maar Greenaways stijl is daarin onmiddellijk herkenbaar.

## Druktechniek
Haar blijvend succes werd mede mogelijk door technische ontwikkelingen uit haar tijd. Kleurenlithografie was tot dusver een zeer duur procedé geweest. In de jaren zestig van de negentiende eeuw kwamen er goedkopere methoden, die echter schreeuwende kleuren opleverden en geen blijvende waarde hadden. Aanvankelijk werkte Greenaway volgens die methode, maar de uitgever/drukker Edmund Evans slaagde erin een methode te ontwikkelen om fraaie kleurenafdrukken te maken met behulp van houtgravures. 

## Doorbraak
Toen in 1877 haar eerste boek verscheen, met geïllustreerde versjes, was dat een groot succes. De enorme oplage van 20.000 exemplaren was zo snel uitverkocht dat al voordat een herdruk mogelijk was, de originele boeken werden doorverkocht voor een prijs die hoger lag dan de toch al aanzienlijke winkelprijs van zes shilling. Een herdruk volgde, de verkoopcijfers stegen tot 70.000, en de firma Evans bracht het boek nog decennialang uit.

## Liedje
Een gedichtje van haar hand werd vertaald in het Nederlands als 'Drie kleine kleutertjes die zaten op een hek' en op muziek gezet door Catharina van Rennes. Het werd een zeer bekend kinderliedje in Nederland. Het werd in 1912 opgenomen in de liedbundel Kun je nog zingen, zing dan mee! Voor jonge kinderen, die meerdere keren herdrukt werd gedurende de twintigste eeuw.

## Werk (selectie)
- 1878 - Little folk's painting book. Vertaald als: Kate Greenaway's kleurboek voor 't jonge volkje. 112 teekeningen om met waterverf te kleuren. Met bijschriften in proza en poëzie. Rotterdam, Nijgh & Van Ditmar, 1881
- 1878 — Under the Window. Vertaald als: [https://geheugen.delpher.nl/nl/geheugen/view?coll=ngvn&identifier=PRB01:844195626 Nieuwe kijkjes in 't rond. Schiedam, H.A.M. Roelants, 1882. Bevat: Het prinsesj ; Aan het strand; De kleine muzikant; De kloekhen en de kuikens; Vijf zusjes; Hoepelen; Kermis; Hans Bluf; Morgenwandeling; Een dagje uit; Raketten; Eene verre reis
- 1881 — A Day in a Child's Life
- 1881 — Mother Goose. Vertaald als: Gijsje mooi meisje en andere versjes. Amsterdam, Ploegsma, 1975 ISBN 90-216-0207-5
- 1882-83 — Little Ann and Other Poems
- 1884 — The Language of Flowers. Vertaald als: De taal der bloemen, Amsterdam, Ploegsma, 1977 ISBN 90-216-0179-6
- 1885 — Marigold Garden
- 1888 — The Pied Piper of Hamelin
- 1889 — Kate Greenaway's Book of Games. Vertaald als: Schipper mag ik overvaren?. Baarn, Hollandia, 1978 ISBN 90-6045-091-4
- 1897 - Miniatuurtjes, zes liedekes voor meisjesstemmen naar gedichtjes van Kate Greenaway. Utrecht, Jac. van Rennes
- 192? - Kinder vreugde en leed. Bevat: De kleine schoorsteenveger; Broeder en zuster; Blindeman spelen; Een landelijk feest, dat niet pleizierig eindigde

## Kate Greenaway-medaille
De Kate Greenaway-medaille, die in 1955 ter ere van haar werd ingesteld, wordt jaarlijks door het Chartered Institute of Library and Information Professionals (CILIP) in het Verenigd Koninkrijk toegekend aan een illustrator van kinderboeken.

## Trivia
In 1991 werd een inslagkrater op de planeet Venus naar haar vernoemd.
- Auckland Art Gallery Toi o Tāmaki: 2326
- Bibsys: 90370243
- Biblioteca Nacional de España: XX1164004
- Bibliothèque nationale de France: cb13523006n (data)
- Catàleg d'autoritats de noms i títols de Catalunya: 981060175727006706
- CiNii: DA01238857
- Digitale Bibliotheek voor de Nederlandse Letteren: gree028
- Stuttgart Database of Scientific Illustrators 1450–1950: 6698
- Gemeinsame Normdatei: 122365062
- International Standard Name Identifier: 0000 0001 0909 4101
- Library of Congress Control Number: n79145163
- Nationale Bibliotheek van Letland: 000012840
- Bibliotheek van het Japanse parlement: 00441602
- National Gallery of Victoria: 3666
- Nationale Bibliotheek van Tsjechië: jn20000602378
- Nationale bibliotheek van Australië: 35147790
- Nationale Bibliotheek van Israël: 987007277639005171
- Nederlandse Thesaurus van Auteursnamen: 067500048
- RKD-Nederlands Instituut voor Kunstgeschiedenis: 33566
- SNAC: w6k64jr5
- Système universitaire de documentation: 050314424
- Museum of New Zealand Te Papa Tongarewa: 930
- Trove: 842184
- Union List of Artist Names: 500030743
- Virtual International Authority File: 64163914
- WorldCat: E39PBJkT9jMjpxRJwGgDKWbyBP